# Kryptovaluta
Kryptovaluta är en digital valuta utan centralt reglerande instans där kryptografiska metoder används för att garantera transaktioner. Till skillnad från traditionella valutor är det alltså tilltron till själva tekniken, snarare än till själva utgivaren, som skapar det förtroende som ger kryptovalutan dess värde. Detta innebär också att många anser att namnet "kryptovaluta" är vilseledande och många övervakande myndigheter runt om i världen beskriver det istället som en digital tillgång.
Kryptovalutor ersätter en central reglerande instans med en distribuerad konsensus kring vilka transaktioner som utförts. Denna konsensus uppnås genom att blockkedjor genereras över ett P2P-nätverk. Hur och när nya pengar tillförs systemet definieras vid valutans instiftande till skillnad från traditionella valutor, där en centralbank ansvarar för tryckning av pengar på uppdrag av staten.
Bland kryptovalutor ingår bland annat bitcoin (BTC), ethereum (ETH), litecoin (LTC), cardano (ADA), dogecoin (DOGE), Bitcoin Cash (BCH), Ethereum Classic (ETC), Binance Coin (BNB), NEO (NEO), EOS (EOS), XRP (XRP), dash (DASH), Polkadot, och monero (XMR). Kryptovalutor har i stor utsträckning använts för spekulativa investeringar, vilket givit upphov till kraftiga svängningar i växelkurser.

## Historik
Konceptet beskrevs först 1998 av Wei Dai på mailinglistan Cypherpunk.
Den första och mest välkända kryptovalutan är bitcoin som skapades av Satoshi Nakamoto 2009.
Under kryptoboomen 2020–2021 har även intresset vuxit för de samhällsekonomiska frågor som kryptovalutorna väcker. En svensk undersökning från 2022 visade att sex procent av de myndiga svenska internetanvändarna hade köpt eller sålt kryptovaluta under det senaste året. Det var en fördubbling sedan 2021. Undersökningen visade även att det nästan enbart var den yngre halvan av befolkningen som hade handlat med kryptovaluta. Bland personer födda på 80-, 90- och 00-talet hade runt var tionde handlat. Det fanns även en skillnad mellan könen då endast två procent av kvinnorna, jämfört med 10 procent av männen, hade bedrivit kryptovalutahandel Under början av 2024 förväntas kryptovalutor att regleras i Europeiska Unionens länder genom förordningen Markets in Crypto Assets (MICA). Detta är tänkt att öka investerares och konsumenters skydd vid handel med kryptovalutor. 

## Kända större kryptovalutor
I december 2013 fanns fler än 60 kryptovalutor. I maj 2016 fanns 680 kryptovalutor. Bitcoin hade 2017 ett samlat marknadsvärde på cirka 70 miljarder dollar. Marknadsvärdet för alla kryptovalutor uppgick till över 140 miljarder dollar. I denna tabell listas de mer kända av dessa.  
| Valuta   | Kod           | Symbol           | År Etablerad | Grundare                                      | Aktiv | Börsvärde (US$ md) | Mynt släppt (%)                         | Mynt släppt (mn)   | Hashfunktion | POW | POS |  |
| -------- | ------------- | ---------------- | ------------ | --------------------------------------------- | ----- | ------------------ | --------------------------------------- | ------------------ | ------------ | --- | --- |  |
| Bitcoin  | BTC eller XBT | Inget officiellt | 2009         | Satoshi Nakamoto (pseudonym)                  | Ja    | ~802               | 90,48 %                                 | ~19 of 21          | SHA-256d     | Ja  | Nej |  |
| Ethereum | ETH           | ɛð               | 2015         | Vitalik Buterin                               | Ja    | ~386               | Det finns inget maxtak på Ether mynt    |                    | Ethash       | Ja  | Nej |  |
| Tether   | USDT          | ₮                | 2014         | Brock Pierce, Craig Sellars and Reeve Collins | Ja    | ~83                | Det finns inget maxtak på Tether mynt   | ~                  |              | Nej | Nej |  |
| XRP      | XRP           | i.u.             | 2013         | Chris Larsen & Jed McCaleb                    | Ja    | ~36                | 100,00 %                                | 100,000 of 100,000 | ECDSA        | Nej | Nej |  |
| Dogecoin | DOGE          | Ɖ                | 2013         | Jackson Palmer & Billy Markus                 | Ja    | ~20                | Det finns inget maxtak på Dogecoin mynt | ~130,000           | scrypt       | Ja  | Nej |  |
| Litecoin | LTC           | Ł                | 2011         | Charles Lee                                   | Ja    | ~7.8               | 83,33 %                                 | ~70 of 84          | scrypt       | Ja  | Nej |  |

## Kritik
Kryptovalutor får ofta kritik för att de är ett pyramidspel, att de inte går att betrakta som pengar och att det inte går att lita på dem eftersom det inte finns någon myndighet eller nation bakom deras värde. Många är också överens om att det bara är en fluga eller en bubbla som inte är värd något i längden då ingen bank står bakom och kan garantera värdet på kryptovalutan.